# سليمان شاكر
سليمان شاكر Süleyman Çakır  شخصية رئيسية ومؤثرة في مسلسل وادي الذئاب ظهر في الجزء الأول منه حيث كان جنبا إلى جنب مع مراد علم دار إلى حين موته على يد نجمي المنشار عضو المجلس، وكان مرافقه الخاص ميماتي باش والذي أصبح الذراع الأيمن لمراد علمدار إلى نهاية الجزء السادس من المسلسل.
اكتسب شاكر قوته وسيطرته من والد زوجته ضيا اللازي عضو مجلس الكراخانلي حيث انه كان اليد التي تنفذ اوامر اللازي كما انه والد حفيديه بوساط شاكر(نهاد بالعربية) وسربيل (سلوى بالعربية) 
رجال شاكر كان بالبداية مع العم مروان الذي كان ينظمهم الخال سيفو وميماتي باش ثم عمران افق ابن اخت الخال سيفو وعبد الحي جوبان الذي احضره مراد (ثم عرف مراد ان عبد الحي من رجال اصلان). وعند إرسال اصلان اقبي مراد للوادي بعد عملية التجميل أخبره بأن يتقرب من شاكر ويعده مثل اخوه وأن يحرسه ويحميه لأنه سيصبح طريقه للوصول لمجلس الكرخانلي.

## اوكتاي كينارجا
قام الممثل التركي أوكتاي كينارجا Oktay Kaynarca باداء شخصية سليمان شاكر بشكل متقن.

## عائلته
زوجته نسرين اللازي وابنائه بوساط وسربيل وحماه ضيا اللازي

## أعداؤه
منجد اليانصيب ونجمي المنشار وابنائ جراح باشا. قام بقتل منجد اليانصيب الذي كان السبب بموت اخته خلال هجومه على صالة القمار الخاصة به  حيث قام بربطه الطاولة قمار وتعذيبه حتى مات.

## رجاله
ميماتي باش